# Istorià 52
Istorià 52 (grec: Ιστοριά 52) és una pel·lícula grega de thriller claustrofòbic dirigida per Alexis Alexiou i estrenada el 2008.

## Argument
Jason coneix la Penèlope durant un sopar amb amics de tots dos. Després d’un temps se’n van a viure junts. Ho comparteixen tot. Juguen junts intentant controlar els seus somnis. Un matí, Jason es desperta i la Penèlope està desapareguda. No recorda que va marxar, ni per què va marxar. Intenta recordar. La seva memòria li falla mentre les seves migranyes empitjoren. Les preguntes s'acumulen.

## Repartiment
- Giorgos Kanakakis
- Serafita Grigoriadou
- Daphne Lambrogianni
- Argyris Thanasoulas
- Yiasemi Kilaidoni
- Orfeas Zafiropoulos

## Premis
- Seleccions :
  - Festival Internacional de Cinema de Rotterdam 2008[3]
  - Festival Internacional de Cinema Fantàstic de Brussel·les 2008
  - Festival du nouveau cinéma de Montréal 2008
  - Festival Internacional de Cinema de Varsòvia 2008
  - Utopiales 2008
  - 32è Festival Internacional de Cinema de Sao Paulo
  - Festival Internacional de Cinema de Tessalònica 2008: competició grega
  - Festival de cinema de Tallinn Black Nights 2008
- XLI Festival Internacional de Cinema Fantàstic de Catalunya 2008: Premi al millor guió[4]